# Pueblo mazahua
Los mazahuas son un grupo de indígenas que habitan en el estado de México y Michoacán. No hay certeza sobre el origen del nombre, algunos estudios lo relacionan con el primer gobernante —mítico— de este pueblo Mazatecuhtli; para otros, es una derivación del náhuatl mázatl, "venado", o bien de Mazahuacán "donde hay venado".
Este pueblo proviene de las migraciones nahuas a finales del periodo Posclásico y de la fusión racial y cultural de los asentamientos tolteca-chichimecas. Se asentaron en la zona de San Felipe del Progreso desde entonces.
El censo del año 2020 identificó a 153,797 hablantes de esta lengua (70,659 hombres y 83,138 mujeres). Se encuentran asentados en la región noroccidental y centro-occidental del Estado de México, mayoritariamente en municipios rurales. Desde principios del siglo XVI los mazahuas han ocupado esta zona, que está integrada por una serie de montañas, lomas y valles en los que predomina el clima frío.

## Presencia en el Estado de Michoacán
Existen por lo menos 4 pueblos y una ciudad en el estado de Michoacán habitados por mazahuas. Los habitantes de estos poblados son en su mayoría descendientes de este grupo indígena y en la actualidad se encuentran personas que hablan la lengua y otros que por lo menos lo entienden, aunque no lo sepan hablar. Las comunidades donde hay gente se encuentran en el municipio de Susupuato y Zitácuaro: Rancho Viejo, Maravillas, Los Guajes, Santa Rosa, El Salto y en la ciudad de Zitácuaro. Los primeros habitantes de estos poblados fueron originarios del Estado de México que, por haberse convertido al protestantismo, tuvieron que abandonar sus lugares de origen y refugiarse en zonas aisladas y marginadas.

## Presencia en el Estado de Coahuila.
El único estado mexicano (alejado del estado de México y del estado de Michoacán) que reconoce a los mazahuas como una etnia propia, es Coahuila. La Ciudad de Municipio de Torreón tiene una comunidad mazahua urbana que oscila entre las 500 y 900 personas. Los mazahuas emigraron del sur hacia el norte en el siglo XX, los torreonenses de origen indígena se declaran mayoritariamente mazahuas.

## Costumbres
El pueblo mazahua ha conservado sus expresiones culturales mediante la lengua mazahua, la tradición oral, la música, la danza y las artesanías; su forma de vestir, su visión del mundo y sus prácticas rituales y religiosas, las cuales han sido transmitidas de una generación a otra, y en el Centro Ceremonial fundado en los 70s. La lengua materna constituye el principal vínculo de comunicación e identidad dentro de la familia y la comunidad. Sin embargo, cada vez son más frecuentes los casos de niños que ya no aprenden o que ya no hablan su lengua materna. Se caracteriza por su arraigada herencia cultural, expresada a través de tradiciones ancestrales y manifestaciones como la elaboración minuciosa de textiles y la ejecución de danzas tradicionales. Estas prácticas reflejan la profunda conexión de la comunidad con sus raíces y su entorno. La riqueza cultural Mazahua es un testimonio vivo de su legado histórico, accesible para aquellos interesados en explorar y comprender las profundas raíces culturales de México.
En la organización social tradicional de las comunidades mazahuas, destacan las figuras vinculadas a sus prácticas religiosas, como los mayordomos, fiscales y mayordomitos, que son elegidos de acuerdo a sus costumbres y con la periodicidad que marca el cargo. Sus funciones, por lo general se refieren a la organización de sus ritos y festividades.
Otra característica importante lo constituye la “faena” que es una forma de organización para realizar trabajos o acciones comunitarias. La unidad social entre los mazahuas la constituye la familia, que puede ser nuclear o extensa. Entre ellos un compromiso de matrimonio requiere de por lo menos tres visitas previas a la casa de la novia, por parte del comprometido o novio.
En el programa Ventana a mi comunidad aparecieron una serie de cuatro capítulos sobre la vida de los niños de esta comunidad: "Cosechando y saboreando"; "Los visitantes de nuestro bosque"; Cuento "El zorro y el conejo" y "La historia del zacatón"
La economía de las comunidades mazahuas se basa en la agricultura de bajo rendimiento, particularmente de maíz, cuyo cultivo constituye su actividad económica fundamental, la cual se complementa con los ingresos obtenidos por la elaboración de artesanías, así como los que consigue la población migrante, en actividades de los sectores secundario y terciario.